# Mi plan
Mi plan (Mijn plan) is een Spaanstalig album van de Canadees-Portugese zangeres Nelly Furtado. Het album werd op 11 september 2009 uitgebracht.
De 11 nummers op het album kunnen worden geclassificeerd als latin pop.
Ze heeft met meerdere Spaanstalige artiesten gewerkt om het album te produceren, onder andere: Josh Groban, Juan Luis Guerra, Julieta Venegas, La Mala Rodríguez, Concha Buika en Alejandro Fernández.
De eerste single was Manos al Aire (uitgebracht in juni 2009). De tweede single Más kwam in juli 2009 uit.

## Nummers
| Nr. | Titel                                                  | Schrijver(s)                               | Producer(s)                                         | Duur |
| --- | ------------------------------------------------------ | ------------------------------------------ | --------------------------------------------------- | ---- |
| 1.  | Manos al Aire                                          | Nelly Furtado, James Bryan                 | Nelly Furtado, James Bryan                          | 3:29 |
| 2.  | Más                                                    | N. Furtado, Lester Méndez, Andrés Recio    | Lester Mendez                                       | 3:31 |
| 3.  | Mi Plan (en Alex Cuba)                                 | N. Furtado, J. Bryan, Alex Cuba            | Nelly Furtado, James Bryan                          | 4:05 |
| 4.  | Sueños (en Alejandro Fernández)                        | N. Furtado, J. Bryan, A. Cuba              | Nelly Furtado, James Bryan, Brian West              | 3:10 |
| 5.  | Bajo Otra Luz (en Julieta Venegas & La Mala Rodríguez) | Julieta Venegas, Maria "La Mala" Rodríguez | Nelly Furtado, Julieta Venegas, The Demolition Crew | 4:19 |
| 6.  | Vacación                                               | N. Furtado, L. Mendez, J. Venegas          | Lester Mendez                                       | 3:43 |
| 7.  | Suficiente Tiempo                                      | N. Furtado, A. Cuba                        | Salaam Remi                                         | 3:03 |
| 8.  | Fuerte (en Concha Buika)                               | N. Furtado, J. Bryan, A. Cuba              | Salaam Remi                                         | 3:24 |
| 9.  | Silencio (en Josh Groban)                              | N. Furtado, L. Mendez, Julio Reyes Copello | Lester Mendez                                       | 3:34 |
| 10. | Como Lluvia (en Juan Luis Guerra)                      | N. Furtado, L. Mendez, Juan Luis Guerra    | Lester Mendez                                       | 3:37 |
| 11. | Feliz Cumpleaños                                       | N. Furtado, J. Bryan, A. Cuba              | Nelly Furtado, Demacio "Demo" Castellon             | 4:10 |
| 12. | Fantasmas (Hidden track na "Feliz Cumpleaños")         |                                            | The Demoltion Crew                                  | 3:33 |

## Hitnotering
| "Mi Plan" in de Nederlandse Album Top 100 - binnen: 19-09-2009 | "Mi Plan" in de Nederlandse Album Top 100 - binnen: 19-09-2009 | "Mi Plan" in de Nederlandse Album Top 100 - binnen: 19-09-2009 | "Mi Plan" in de Nederlandse Album Top 100 - binnen: 19-09-2009 | "Mi Plan" in de Nederlandse Album Top 100 - binnen: 19-09-2009 | "Mi Plan" in de Nederlandse Album Top 100 - binnen: 19-09-2009 | "Mi Plan" in de Nederlandse Album Top 100 - binnen: 19-09-2009 | "Mi Plan" in de Nederlandse Album Top 100 - binnen: 19-09-2009 | "Mi Plan" in de Nederlandse Album Top 100 - binnen: 19-09-2009 | "Mi Plan" in de Nederlandse Album Top 100 - binnen: 19-09-2009 |
| Week                                                           | 01                                                             | 02                                                             | 03                                                             | 04                                                             | 05                                                             | 06                                                             | 07                                                             | 08                                                             |                                                                |
| -------------------------------------------------------------- | -------------------------------------------------------------- | -------------------------------------------------------------- | -------------------------------------------------------------- | -------------------------------------------------------------- | -------------------------------------------------------------- | -------------------------------------------------------------- | -------------------------------------------------------------- | -------------------------------------------------------------- | -------------------------------------------------------------- |
| Nummer                                                         | 30                                                             | 39                                                             | 50                                                             | 52                                                             | 45                                                             | 53                                                             | 81                                                             | 100                                                            | uit                                                            |

Het album heeft in een aantal andere landen ook een positie in de hitlijsten weten te bereiken. In de Europese Album Top 100 bereikte Mi Plan de 2e plek.